# Пуату-Шарант
Пуату-Шарант (фр. Poitou-Charentes)  — колишній регіон на заході Франції з 1 січня 2016 у складі регіону Аквітанія-Лімузен-Пуату-Шарант, складається з департаментів Шаранта, Шаранта Приморська, Де-Севр та В'єнна.
Адміністративний центр регіону — місто Пуатьє. Площа 25 809 км².

## Історія
Пуату-Шарант був частиною римської провінції Аквітанія, пізніше захоплений вестготами в V столітті і франками у 507 році. За цю територію сперечалися Англія і Франція до кінця Столітньої війни.

## Виробництво
- молочні продукти,
- пшениця,
- хімікати,
- вироби з металу,
- у м. Коньяк виробляють бренді і коньяк.